# La testa indipendente
La testa indipendente è il terzo album in studio dei Tre Allegri Ragazzi Morti pubblicato nel 2001 da La Tempesta Dischi.

## Il disco
Il brano I'm in Love with My Computer è una cover tratta dai Andy Warhol Banana Technicolor e da loro pubblicata assieme a The Future nell'album-compilazione Pordenone/The Great Complotto - Campanile di S.Giorgio (Italian Records, 1981).
L'album è presente nella classifica dei 100 dischi italiani più belli di sempre secondo Rolling Stone Italia alla posizione numero 33.

## Tracce
1. Piccolo cinema onirico – 4:01
2. Ogni adolescenza – 3:04
3. Terzo millennio – 2:43
4. Quasi adatti – 3:40
5. Bugie dei morti – 3:33
6. La pianura – 2:55
7. Volo sulla mia città – 2:40
8. La decisione – 4:08
9. I'm in love with my computer – 4:04
10. Prova a star con me un altro inverno a Pordenone – 3:52
11. Beat(O) – 8:54

## Formazione
- Davide Toffolo - voce, chitarra
- Enrico Molteni - basso
- Luca Masseroni - batteria